# Temennu
Temennu ist der sumerisch-akkadische Begriff für Gründungsurkunde/Gründungskapsel und wird auch heiliger Gründungsstein genannt. Ursprünglich entstammt das Wort dem sumerischen temen als Titel für Heiliger Bereich. Die sumerischen, akkadischen, assyrischen und babylonischen Könige verwendeten den heiligen Stein zumeist mit einer Gründungsinschrift bei Neubauten oder Restaurierungen von Heiligtümern.